# Achtung! – Auto-Diebe!
Achtung! – Auto-Diebe! é um filme policial alemão de 1930, dirigido por Harry Piel e escrito por Hans Rameau.

## Elenco
- Harry Piel como Harry Palen, vendedor de carros
- Charly Berger
- Hugo Fischer-Köppe como Franz, motorista
- Charles Francois
- Max Gülstorff como Jakob Reuß, dono de uma empresa de carro
- Dary Holm como Helene, sua esposa
- Herbert Paulmüller
- Lydia Potechina
- Oswald Scheffel
- Raimondo Van Riel como Robert Radek
- Leopold von Ledebur como Eggert